# Adlkofen
Adlkofen là một đô thị thuộc huyện Landshut trong bang Bayern nước Landshut trong bang Bayern nước Đức. Đô thị Adlkofen có diện tích 47,82 km², dân số thời điểm ngày 31 tháng 12 năm 2006 là 3885 người.